# Уильямс, Эшли (футболист, 1987)
Э́шли Уи́льямс (англ. Ashley Williams; род. 8 октября 1987, Честер) — английский футболист, игравший на позиции защитника. Известен выступлением за клуб «Эйрбас».

## Карьера
Эшли родился в городе Честер, и был выпускником молодежной академии «Манчестер Сити», но за основной состав Уильямсу сыграть так и не удалось. Побывав в заявке в нескольких матчах, игрок перешел в скромный «Воксхолл Моторс», клуб, финансируемый крупной автомобильной фирмой Воксхолл. Позднее, в 2008 году, игрок отправился в Уэльс, и стал игроком клуба высшего дивизиона страны «Эйрбас». Из «Эйрбаса» игрок перешел в английский «Честер», в город, в котором родился, где также провел три года, но затем вернулся в Уэльс, где играет и теперь.